# Bulgarische Akademie der Wissenschaften

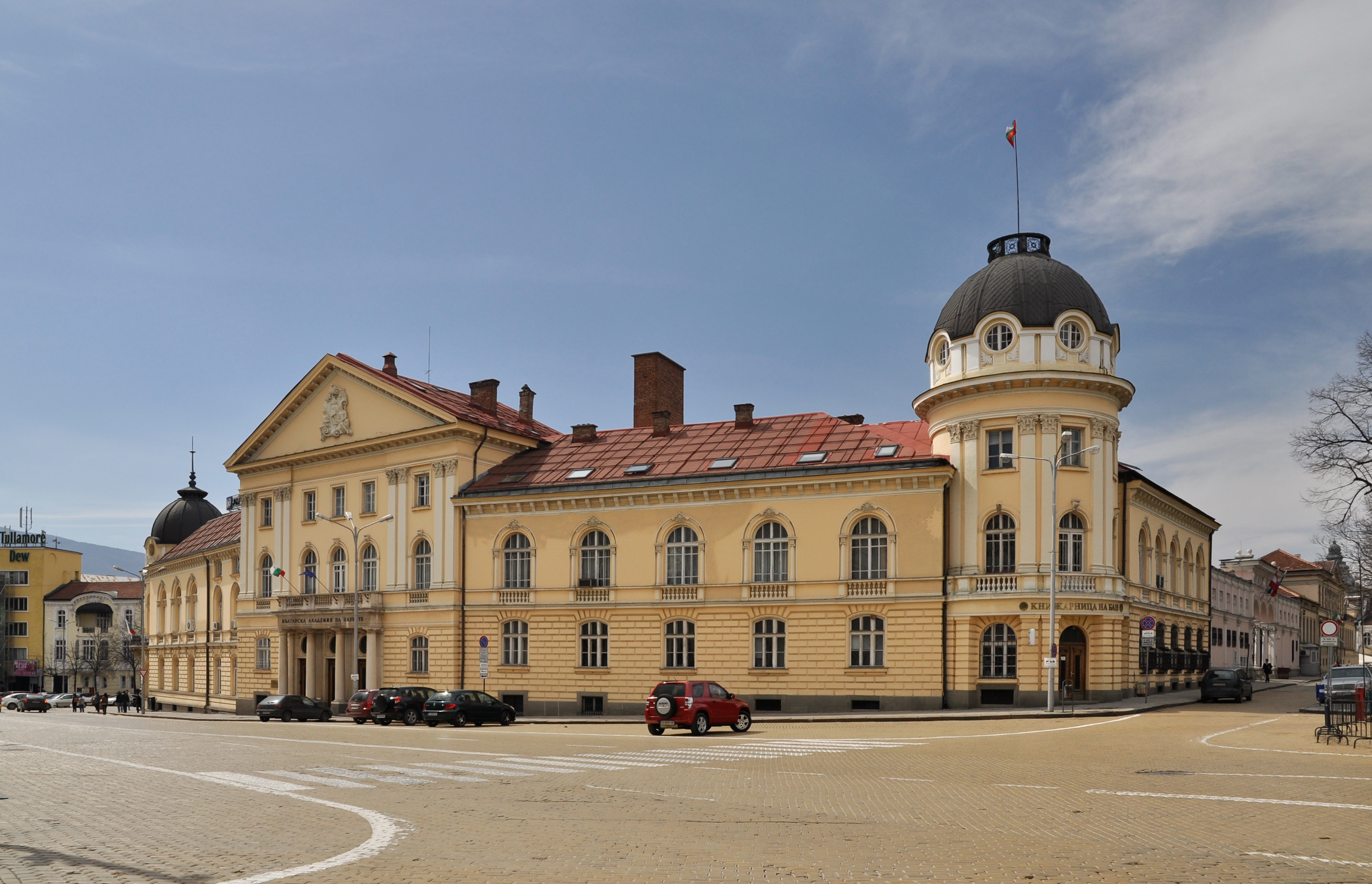
Das Hauptgebäude der Akademie in Sofia

Die Bulgarische Akademie der Wissenschaften (bulgarisch Българска академия на науките, kurz БАН; en.: Bulgarian Academy of Sciences (BAS)) ist die staatliche Akademie der Wissenschaften in Bulgarien. Die bulgarische Abkürzung ist БАН/BAN.

## Geschichte
Die Akademie der Wissenschaften wurde am 26. September 1869 zu Zeiten der osmanischen Herrschaft zunächst als Bulgarische Literarische Gesellschaft (Българско книжовно дружество) in Brăila im Königreich Rumänien von der dortigen bulgarischen Exil-Gesellschaft gegründet. Dem ersten Kuratorium stand Nikolai Tsenov als Präsident vor.
Ab 1870 wurde erstmals das Akademiejournal publiziert. Erstes Ehrenmitglied wurde 1871 Gawril Krastewitsch (1820–1898).
1878 wurde nach der Eigenständigkeit Bulgariens von der Osmanischen Herrschaft der Sitz der Gesellschaft nach Sofia verlegt. Am 1. März 1893 bezog die Gesellschaft ihr eigenes Gebäude in der Nähe des bulgarischen Parlamentsgebäudes. Am 6. März 1911 wurde die Bulgarische Literarische Gesellschaft unter Präsident Iwan Geschow umbenannt in „Bulgarische Akademie der Wissenschaften“. 1913 wurde die Akademie Mitglied der „Union der slawischen Akademien und wissenschaftlichen Gesellschaften“ von Sankt Petersburg und 1931 Mitglied des Internationalen Wissenschaftsrates.
Von 1940 bis 1947 hieß die Bulgarische Akademie der Wissenschaften zeitweilig Bulgarische Akademie der Wissenschaften und der Künste (bulg. Българска академия на науките и изкуствата).

## Organisation
Die Bulgarische Akademie der Wissenschaften ist eingeteilt in drei Hauptabteilungen, die Abteilung für Naturwissenschaften, Mathematik und Ingenieurwissenschaften, die Abteilung Bio-, Medizin- und Agrarwissenschaften sowie die Abteilung Sozial-, Geistes- und Kunstwissenschaften. Es gibt zahlreiche unabhängige wissenschaftliche Institute, Laboratorien und andere wissenschaftliche Einrichtungen.
Die Bulgarische Akademie der Wissenschaften verfügt über einen eigenen Verlag namens Prof. Marin Drinov Publishing House of BAS. Dieser veröffentlicht unter anderem sechs Wissenschaftliche Fachzeitschriften: Reports of BAS, Journal of BAS, Bulletin of BAS, Reports of BAS. Humanities and Social Sciences sowie Nature und Technosphere.

## Vorsitzende der Bulgarischen Akademie der Wissenschaften
- Marin Drinow 1869–1882
- Wasil Stojanow 1882–1884
- Marin Drinow (erneut) 1884–1894
- Wasil Drumew 1894–1898
- Iwan Geschow 1898–1924
- Ljubomir Miletitsch 1926–1937
- Bogdan Filow 1937–1944
- Dimitar Michaltschew 1944–1947
- Todor Pawlow 1947–1962
- Ljubomir Krastanow 1962–1968
- Angel Balewski 1968–1988
- Blagowest Sendow 1988–1991
- Jordan Malinowski 1991–1996
- Iwan Juhnowski 1996–2008
- Nikola Sabotinow 2008–2012
- Stefan Dodunekow 2012